# Эвгенол
Эвгенол (4-аллил-2-метоксифенол) C10H12O2 (формула I) — вещество класса фенолов, относится к душистым веществам. В дореволюционных русскоязычных энциклопедиях, а также в первом издании «БСЭ» описывается как Эйгенол.
Название происходит от тропического и субтропического кустарника Евгения (лат. Eugenia) — обширного рода растений семейства Миртовые, надземные части которого содержат в себе большое количество эфирных масел, в составе которых присутствует эвгенол.

## Свойства
Эвгенол — бесцветная, желтеющая на воздухе жидкость с сильным запахом гвоздики. Растворим в пропиленгликоле и эфирных маслах, в 50%-ном этаноле растворяется в соотношении 1:5÷1:6, в воде нерастворим.
- М.м. 164,2
- Ткип = 252,7 °С
- d₄²²=1,0664
- nD²⁰=1,5410
- Твсп = 110 °С
- Пороговая концентрация запаха 2,38⋅10−8 г/л
- ЛД₅₀ 2,68 г/кг (для крыс, перорально).

При взаимодействии с водными растворами щелочей образует растворимые соли (эвгеноляты). При окислении образует ванилин. При нагревании с щелочами, с платиной на угле изомеризуется в изоэвгенол (формула II).

## Распространение в природе
Эвгенол является главным компонентом ряда эфирных масел: гвоздичного (до 85 %), масла эвгенольного базилика (70-80 %), масла колюрии (70-80 %), а также цитронеллового, иланг-илангового, аирного, сассафрасового и некоторых других.

## Получение
Эвгенол выделяют из эфирных масел (в частности, через эвгеноляты) или получают из гваякола путем алкилирования аллиловым спиртом или аллилхлоридом.

## Применение
Эвгенол применяют:
- для составления парфюмерных композиций,
- как отдушка для табака,
- в синтезе изоэвгенола.

Как составная часть, входит в состав обезболивающих, биоцидных препаратов и антисептиков.
Имеет широкое (и давнее) применение в ортопедической и терапевтической стоматологии (в смеси с оксидом цинка) под названием цинкоксидэвгенольного цемента. Он применяется в качестве материала для изолирующих и лечебных прокладок, оттискного материала, временного пломбировочного материала, а также силера в эндодонтии. В стоматологической среде чаще употребляется в составе и под названием «гвоздичное масло».